# Orange City (Florida)
Orange City es una ciudad ubicada en el condado de Volusia en el estado estadounidense de Florida. En el Censo de 2010 tenía una población de 10.599 habitantes y una densidad poblacional de 570,75 personas por km².

## Geografía
Orange City se encuentra ubicada en las coordenadas 28°55′34″N 81°17′14″O / 28.92611, -81.28722. Según la Oficina del Censo de los Estados Unidos, Orange City tiene una superficie total de 18.57 km², de la cual 18.33 km² corresponden a tierra firme y (1.31%) 0.24 km² es agua.

## Demografía
Según el censo de 2010, había 10.599 personas residiendo en Orange City. La densidad de población era de 570,75 hab./km². De los 10.599 habitantes, Orange City estaba compuesto por el 85.73% blancos, el 6.49% eran afroamericanos, el 0.39% eran amerindios, el 1.48% eran asiáticos, el 0.02% eran isleños del Pacífico, el 3.64% eran de otras razas y el 2.25% pertenecían a dos o más razas. Del total de la población el 16.93% eran hispanos o latinos de cualquier raza.